# Бібліотека української усної народної творчості
«Бібліотека української усної народної творчості» («Народна творчість») — багатотомна серія видань українського фольклору, виходила у 1982-1988 у видавництві «Дніпро». Вийшло 17 томів:
- «Былины. Киевский цикл» (1982).
- «Думи. Історико-героїчний цикл» (1982).
- «Героїко-фантастичні казки» (1984).
- «Українські прислів'я та приказки» (1984).
- «Соціально-побутові пісні» (1985).
- «Дитячий фольклор» (1986).
- «Казки про тварин» (1986).
- «Народні оповідання» (1986).
- «Народні усмішки» (1986).
- «Пісні кохання» (1986).
- «Календарно-обрядові пісні» (1987).
- «Соціально-побутова казка» Формат: 13см х 20,5см Рік видання: 1987 Сторінок: 282 Мова: українська  До збірника увійшли найкращі зразки українських соціально-побутових казок, записаних в основних етнографічних регіонах України в кінці XIX - на початку XX ст. До збірки входять казки "Брехач і підбрехач", "Як циган молотив", "Як циган сповідався", "Чи можна жінкам правду казати", "Кругленьке словечко", "Багач та хлопець із села Розумовичі", "Заморське яйце", "Казка про Климку" та багато інших. Чорно-білі ілюстрації. Художник Анатолій Василенко.(1987).
- «Загадки» (1987).
- «Балади» (1987).
- «Весільні пісні» (1988).
- «Жартівливі та сатиричні пісні» (1988).
- «Пісні родинного життя» (1988).